# Vaprio d’Adda
Vaprio d’Adda – miejscowość i gmina we Włoszech, w regionie Lombardia, w prowincji Mediolan.
Według danych na rok 2004 gminę zamieszkiwało 6639 osób, 948,4 os./km².